# Smidsplevier
De smidsplevier (Vanellus armatus) behoort tot de familie van kieviten en plevieren (Charadriidae).

## Kenmerken
Het verenkleed van deze vogel is zwart, wit en grijs gekleurd met veel contrast. Het vederkleed is voor beide geslachten gelijk. De buitenkant van de vleugel is lichtgrijs en de binnenkant zwart van kleur. De borst en het voorste gedeelte van de rug zijn eveneens zwart. De onderkant van de staart en de vleugels zijn wit tot lichtgrijs. De kop is zwart met witte vlekken op voorhoofd en nek. Ze hebben een redelijk kleine, donkergrijze snavel; en hebben spitse doornen op de vleugelbochten.Het dier heeft lange poten en dieprode ogen. De lichaamslengte bedraagt 28 tot 31 cm en het gewicht 125 tot 225 gram.

## Leefwijze
Hij leeft in paren of in kleine groepjes en voedt zich met insecten, insectenlarven, wormen en kikkers. Deze zoekt hij in een maanheldere nacht.

## Voortplanting
Het nest wordt in een kuiltje op de grond gemaakt en bevat ongeveer 3 bruingroenige eieren met veel donkere stippen en vlekken. Ze worden door de beide ouders afwisselend bebroed. Na 25 dagen komen de jongen uit en verlaten na ongeveer 4 weken het nest. Elke belager van het nest wordt onverbiddelijk weggejaagd of weggelokt.

## Verspreiding
Deze standvogel woont in droge streken van Afrika, met name van Angola tot Kenia, en zuidelijk tot Zuid-Afrika, maar zorgt ervoor dat zich altijd water binnen vliegafstand bevindt.

## Naamgeving
Hoe komt deze vogel aan zijn vreemde naam? Het geluid dat ze maken is een luid: "klink klink klink", zoals de smid die op het aambeeld slaat.